# Вяземский округ
Вяземский округ — административно-территориальная единица Западной области РСФСР, существовавшая в 1929—1930 годах.
Вяземский округ был образован 17 июня 1929 года. Центром округа был назначен город Вязьма.
Округ был разделён на 12 районов:
- Бухаринский
- Воскресенский
- Вяземский
- Гжатский
- Знаменский
- Издешковский
- Износковский
- Медынский
- Новодугинский
- Тёмкинский
- Уваровский
- Холм-Жирковский

5 августа 1929 года Уваровский район был передан Московской области.
30 июля 1930 Вяземский округ, как и большинство остальных округов СССР, был упразднён. Его районы отошли в прямое подчинение Западной области.